# إكركيدار (آيت أوغان)
إكركيدار هو دُوَّار يقع بجماعة تاركة نتوشكة، إقليم شتوكة آيت باها، جهة سوس ماسة في المملكة المغربية. ينتمي الدوّار لمشيخة آيت أوغان التي تضم 12 دوار. يقدر عدد سكانه بـ 16 نسمة حسب الإحصاء الرسمي للسكان والسكنى لسنة 2004.

## روابط خارجية
- البوابة الوطنية للجماعات الترابية
- المندوبية السامية للتخطيط